# Ceton
Ceton település Franciaországban, Orne megyében. Lakosainak száma 1765 fő (2022. január 1.). Ceton Cormes, Théligny, Les Étilleux, Saint-Bomer, Val-au-Perche, Avezé és Cherré-Au községekkel határos.

## Népesség
A település népességének változása:
| Lakosok száma | 1848 | 1807 | 1822 | 1785 | 1778 | 1770 | 1768 | 1765 | 1765 |
|               | 2013 | 2015 | 2016 | 2017 | 2018 | 2019 | 2020 | 2021 | 2022 |